# Владимир Татлин
Владѝмир Евгра̀фович Та̀тлин (на руски: Владимир Евграфович Татлин) е руски художник.

## Биография
Роден е на 28 декември (16 декември стар стил) 1885 година в Харков в семейството на руския железопътен инженер Евграф Никифорович Татлин, потомствен орловски дворянин, и Надежда Николаевна (с моминска фамилия Барт), поетеса, близка до народоволците Майка му умира през 1889 година. Тринадесетгодишен бяга от дома си, качва се като юнга на кораб с рейс до Турция, хваща се като чирак на иконописци и театрални декоратори.
През 1902 година постъпва в Московското училище за живопис, скулптура и архитектура, но година по-късно е изключен „за нисък успех и лошо поведение“. През 1904 г. постъпва в Одеското морско търговско училище. През 1905 – 1910 година посещава Пензенското художествено училище. Татлин така и не получава пълноценно художествено образование.
През следващите години е сред най-активните фигури на руския авангард и става основоположник на движението на конструктивизма. Посещава сбирките на поетите футуристи: братя Бурлюк, Велимир Хлебников и Владимир Маяковски. През 1911 г. е един от организаторите на художественото дружество Съюз на младежта. През 1914 г., заедно с Руската занаятчийска изложба, посещава Берлин, където се изявява като музикант бандурист. От Берлин пътува за кратко до Париж, посещава ателието на Пабло Пикасо.
През 1915 година участва в легендарната последна футуристична изложба „0,10“, където представя своите „контрарелефи“ - триизмерни творби, разбирани като „безпредметни“, изградени от съпоставянето на различни материали.
Международна известност му донася нереализираният проект за мащабен монумент на Комунистическия интернационал от 1920 година – Кулата на Татлин.
През 1923 г. поставя спектакъл по стихотворението на Велимир Хлебников „Зангези“ в Държавния институт за художествена култура в Ленинград като режисьор, сценограф и актьор. През същата година започва да работи по проекта на апарата „Летатлин“.
През 1925 – 1927 година преподава в Киевския художествен институт, а през 1927 – 1930 година във ВХУТЕМАС. След това е уволнен и през следващите години се прехранва със сценография и оформление на книги. В началото на 50-те години на ХХ век той е начело на екип от художници, които създават визуални материали за целите на преподаването в Московския държавен университет.
Владимир Татлин умира на 31 май 1953 година в Москва.

## Творчество
Известно е противопоставянето на Владимир Татлин на концепциите на Казимир Малевич, който държи на формата и цвета, докато Татлин предлага „да се постави окото под контрола на допира“ и да се свърже изкуството с живота. Съществува дори исторически анекдот за инцидент, при който Татлин избутва стола изпод Малевич, предлагайки му да седне върху геометрията и цвета.
Оттласквайки се от френския кубизъм, Татлин го преодолява в съответствие с националните традиции, като отрича сечението на плоскостите. Така борбата на художника с унищожаването на плоскостта от илюзорната дълбочина ни препраща към руската иконография, където за основа е взета двуизмерността и е разработена техниката на т.нар. телесен колорит. В най-общ план това ни позволява да кажем, че Татлин стига до извода, че борбата на руското изкуство за материалната основа на живописта срещу нейната дематериализация, присъща на западноевропейското изкуство, е неизбежна.
Творбите на Татлин вдъхновяват немските художници дадаисти, които ги възприемат като революция в изкуството. Известна е снимка, на която Георг Грос и Джон Хартфийлд държат плакат с надпис „Изкуството е мъртво – да живее машинното изкуство на Татлин!“
Единствената самостоятелна изложба на Владимир Татлин през целия му живот се състои през 1932 г. По-късно, когато всички „формалистични“ тенденции са изкоренени от победилата идеология на социалистическия реализъм, Татлин се състредоточава в работа в театъра и се връща към живописта.
Днес произведения на Татлин се съхраняват в Третяковската галерия, Пушкинския музей в Москва, Театралния музей „А. А. Бахрушин“ в Москва и Руския музей в Санкт Петебург.

## Галерия
- Моряк (Автопортрет), 1911
- Портрет на художник, 1912
- Модел, 1913
- Полски бал, сценография, 1913
- Контрарелеф, 1916. Лакирано червено дърво, желязо, цинк.
- Кулата на Татлин, 1919–20, късно копие
- Костюмен дизайн, 1920-те години
- Костюми, 1923–24
- Летатлин № 1., скулптура, 1929–1931
- Летатлин № 3., скулптура, 1930–1932